# Phil Leotardo
Philip „Phil” Leotardo (cca. 1941 - 2007), interpretat de actorul Frank Vincent, este un personaj fictiv în seria televizată distribuită de HBO, Clanul Soprano. Original, a fost „căpitan” în familia mafiotă Lupertazzi dar după moartea șefului Carmine Lupertazzi și după încarcerarea și moartea succesorului acestuia, Johnny Sack, Phil a devenit șeful familiei (după o dispută cu Faustino „Doc” Santoro). Phil a fost căsătorit cu Patty Leotardo fiind și văr de-al doilea pentru Marie Spatafore. Phil seamănă, fizic, cu ultimul Șah al Iranului Mohammad Reza Pahlavi, drept pentru care Tony Soprano dar și membrii ai familiei sale fac referire la Leotardo ca „Șahul”. Phil urăște această poreclă considerând-o o insultă.
În 2007, în cadrul războiului dintre familiile mafiote Soprano și Lupertazzi, Tony Soprano are o întrevedere cu Butch DeConcini și Albie Cianfalone (oameni de-ai lui Leotardo) prin care se hotărăște că este mai bine ca Phil să „dispară”. Deși Leotardo se ascunde, el este găsit de Walden Belfiore, „soldat” în clanul Gervasi al familiei mafiote DiMeo. Belfiore îl împușcă în cap pe Leotardo sub privirile îngrozite ale nevestei acestuia.

## Crime comise de Phil Leotardo
- Angelo Garepe (2004)